# Conseil départemental de l'Isère
 (juillet 2020).
Le conseil départemental de l'Isère est l'assemblée délibérante du département français de l'Isère, collectivité territoriale décentralisée. Anciennement connu sous le nom de conseil général, la collectivité est renommée conseil départemental en 2015.
Son siège est situé rue Fantin-Latour à Grenoble, à proximité de la place de Verdun, qui héberge le bâtiment de l'hôtel de préfecture de l'Isère. Les stations de tramway les plus proches sont les stations Verdun - Préfecture (ligne A) et Chavant (lignes A et C).

## Élus

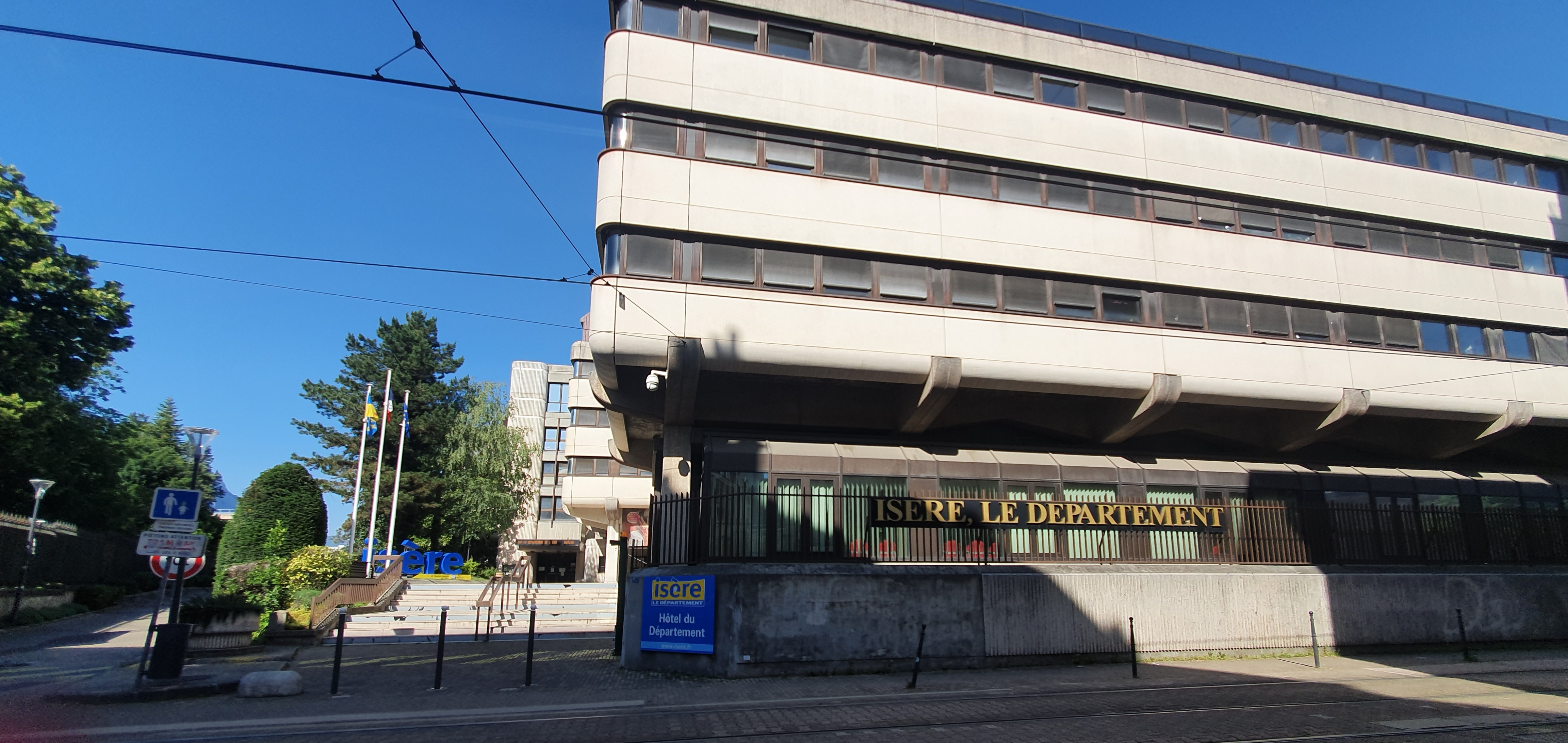
Hôtel du département de l'Isère à Grenoble

### Président

#### Entre 1790 et 1940
- Jean-Baptiste Annibal Aubert du Bayet (1790-1791)
- Jacques Falquet-Planta (1791-1793) (famille Falquet de Planta)
- La loi du 14 frimaire an II (4 décembre 1793) supprime les conseils généraux. Ils sont rétablis par la loi du 28 pluviôse an VIII (17 février 1800).
- Joseph Falquet-Planta (1800-1804) (famille Falquet de Planta)
- Jacques Revol (1804-1810)
- Louis Royer (1810-1814)
- Joseph Pasquier (1814-1816)
- Charles Planelli de Lavalette (1816-1817)
- Joseph Pasquier (1817-1818)
- Charles Planelli de Lavalette (1818-1824)
- Joseph du Bouchage (1824-1828)
- Jean-François de Pina de Saint-Didier (1828-1831)
- Augustin Perier (1831-1832)
- Félix Faure (1832-1833)
- Humbert du Bouchage (1833)
- Augustin Perier(1833-1834)
- Félix Faure (1834-1846)
- Alphonse Perier (1846)
- Félix Réal (1846-1848)
- Casimir Royer (1848)
- Louis Crozet (1848-1852)
- Victor Faugier (1852-1858)
- Jacques Louis Randon (1858-1871)
- Alexandre François Michal-Ladichère (1871-1881)
- Etienne Buyat (1881-1887)
- Jules Ronjat (1887-1893)
- Antonin Dubost (1893-1920)
- Léon Perrier (1920-1940)

#### Depuis 1945
Le 2 avril 2015, Jean-Pierre Barbier, conseiller départemental LR du canton de Bièvre, est élu président du conseil départemental par 34 voix sur 58. Il succède ainsi à Alain Cottalorda (PS), qui présidait le conseil général depuis le 20 juin 2014.
| Période                            | Période                      | Identité                     | Étiquette                    | Étiquette                    |
| Président du conseil général       | Président du conseil général | Président du conseil général | Président du conseil général | Président du conseil général |
| ---------------------------------- | ---------------------------- | ---------------------------- | ---------------------------- | ---------------------------- |
| 1945                               | 1967                         | Lucien Hussel                |                              | SFIO                         |
| 1967                               | 1976                         | Antoine Buisson              |                              | MRP puis CD                  |
| 1976                               | 1985                         | Louis Mermaz                 |                              | PS                           |
| 1985                               | 1997                         | Alain Carignon               |                              | RPR                          |
| 1997                               | 1998                         | Michel Hannoun               |                              | RPR                          |
| 1998                               | 2001                         | Bernard Saugey               |                              | DL                           |
| 2001                               | 2014                         | André Vallini                |                              | PS                           |
| 2014                               | 2015                         | Alain Cottalorda             |                              | PS                           |
| Président du conseil départemental |                              |                              |                              |                              |
| 2015                               | en cours                     | Jean-Pierre Barbier          |                              | UMP puis LR                  |

## Les conseillers départementaux
Le conseil départemental de l'Isère comprend 58 conseillers départementaux issus des 29 cantons de l'Isère.
| Président du Conseil départemental   |       |       |      |                                  |
| Jean-Pierre Barbier (LR)             |       |       |      |                                  |
| Parti                                | Sigle | Sigle | Élus | Groupes                          |
| Majorité (40 sièges)                 |       |       |      |                                  |
| Les Républicains                     |       | LR    | 17   | Droite, centre et société civile |
| Divers droite                        |       | DVD   | 7    | Droite, centre et société civile |
| Union des démocrates et indépendants |       | UDI   | 5    | Droite, centre et société civile |
| Divers centre                        |       | DVC   | 4    | Droite, centre et société civile |
| Agir                                 |       | Agir  | 1    | Droite, centre et société civile |
| Reconquête                           |       | REC   | 1    | Droite, centre et société civile |
| Divers centre                        |       | DVC   | 2    | Démocratie et Progrès            |
| MoDem                                |       | MoDem | 1    | Démocratie et Progrès            |
| Divers centre                        |       | DVC   | 2    | Sans étiquette                   |
| Opposition (18 sièges)               |       |       |      |                                  |
| Parti socialiste                     |       | PS    | 4    | Le Printemps isérois             |
| Europe Écologie Les Verts            |       | EÉLV  | 4    | Le Printemps isérois             |
| Parti communiste français            |       | PCF   | 3    | Le Printemps isérois             |
| La France insoumise                  |       | LFI   | 2    | Le Printemps isérois             |
| Divers gauche                        |       | DVG   | 2    | Le Printemps isérois             |
| Génération.s                         |       | G.s   | 1    | Le Printemps isérois             |
| La République en marche              |       | LREM  | 1    | Démocrate, Libéral et Humaniste  |
| MoDem                                |       | MoDem | 1    | Démocrate, Libéral et Humaniste  |

## Compétences territoriales
Le département de l'Isère est divisé en 13 territoires administratifs. Au total, plus de 4600 agents effectuent des missions pour le Conseil départemental de l'Isère sur l'ensemble du territoire isérois.

## Compétences générales
Le conseil départemental possède des compétences obligatoires et des compétences facultatives. La loi de modernisation de l'action publique territoriale et d'affirmation des métropoles (MAPTAM) du 27 janvier 2014 désigne le département comme « chef de file » en matière d'aide sociale, d'autonomie des personnes et de solidarité des territoires. 21 politiques départementales sont définies dans le cadre du projet d'administration, pour relancer l'économie locale, développer la culture et le tourisme, maintenir l'innovation et l'attractivité dans les territoires.

## Actions
Le conseil départemental mène une action sociale en versant notamment l'Allocation personnalisée d'autonomie (APA) pour les personnes âgées, la Prestation de compensation du handicap (PCH) pour les personnes handicapées, le Revenu de solidarité active (RSA) pour les personnes en difficulté, l'Allocation de parent isolé (API) pour les parents isolés, le Fonds de solidarité pour le Logement (FSL) dans le cadre de l'aide au logement. Un Plan Seniors est lancé en 2015 et renouvelé en 2018. Le plan « IsèreADOM »  est lancé en novembre 2017,.
Outre la Prestation de Compensation du Handicap, les familles peuvent demander une aide pour le transport scolaire des élèves et étudiants handicapés, l’Allocation d'Education de l'Enfant Handicapé (AEEH), l’Allocation aux adultes handicapés (AAH), et la Reconnaissance de la qualité de travailleur handicapé (RQTH). Un site internet de la Maison départementale des personnes handicapées (MDPH) qui s'appelle la Maison Départementale de l'Autonomie (MDA) en Isère décrit ces aides et les modalités pour les percevoir.
Pour les foyers à faibles ressources, Le Département de l'Isère verse le revenu de solidarité active (RSA) et met en place une démarche de réciprocité depuis 2016 : les allocataires du RSA volontaires sont encouragés à s’engager dans des actions de bénévolat, dont les compétences peuvent servir dans leur recherche professionnelle,,. La diminution du nombre de bénéficiaires du RSA entraîne la baisse de 3,5 millions d'euros de la somme que le Département a à verser aux allocataires.
Le Département intervient auprès d’enfants, de jeunes, de leur naissance à leur majorité, et peut de droit, les accompagner jusqu’à leur 21 ans pour les aider à devenir autonome et à s'insérer socialement ou professionnellement. Il est chargé de l'aide sociale à l’enfance (prévention et protection des enfants et des familles), de la protection maternelle et infantile, de l’accueil de la petite enfance, du suivi des assistant(e)s maternel(le)s.
En 2017, 1 300 jeunes se déclarant mineurs non accompagnés arrivent en Isère. Selon la collectivité, les mineurs isolés étrangers représentent désormais 40 % du budget de la protection de l’enfance. Le collectif « Migrants en Isère » conteste ce pourcentage, l'estimant à 7 %. Le Département de l'Isère se porte volontaire en 2019 pour devenir un territoire d’expérimentation des nouveaux dispositifs de l’État pour les mineurs non accompagnés (MNA), avec la mise en place d’un fichier biométrique. L’objectif est de faciliter l’identification et le suivi des jeunes ainsi que l’accès généralisé aux outils pour pouvoir confirmer leur âge, mais également d’éviter la multiplication des demandes de ces jeunes dans d’autres départements. Dans le cadre de la modification de la méthode d’évaluation, 40 % des jeunes sont reconnus mineurs.
Le Département de l'Isère lance le plan « Isère médecins » en 2017,. 

## Action commerciale et promotionnelle

### Identité visuelle (logo)

Identité visuelle
Logo de l'Isère (conseil général) de 2001 à 2010
Logo de l'Isère (conseil général) de 2010 à 2015
Logo de l'Isère (Département) depuis 2015

### Marques territoriales
Le conseil départemental de l'Isère crée dès 2017 plusieurs marques pour mettre en valeur les atouts du département :
Le conseil départemental de l’Isère souhaite défendre l’attractivité touristique iséroise, sous la bannière de la marque Alpes Is(H)ere lancée en 2017.
Plusieurs outils sont activés pour la promotion de la marque à l’échelle locale, régionale et nationale comme la création d'Isère Attractivité, une agence d’attractivité iséroise qui remplace Isère Tourisme depuis le 1er janvier 2020.
Créée en 2018 Is(H)ere est une marque qui veut garantir à la fois la provenance géographique iséroise et la qualité des produits agricoles et agroalimentaires tout en assurant la juste rémunération des producteurs pour les produits agricoles et agroalimentaires.
La marque a été créée par le Pôle agroalimentaire isérois sous l’impulsion du Département de l'Isère en partenariat avec les collectivités territoriales et chambres consulaires. L'inauguration de la marque a lieu le 27 juin 2018 en préfecture de l'Isère.

## Budget
En 2020, le budget du Département de l'Isère est de 1,6 milliard d'euros.
La répartition du budget prévisionnel voté à l'issue de la séance publique du 19 décembre 2019 par l'assemblée départementale s'établit comme suit :
| Domaine d'investissement   |                                                          | Investissement En millions d'euros | Part en pourcentage |
| -------------------------- | -------------------------------------------------------- | ---------------------------------- | ------------------- |
| Famille                    |                                                          | 809,71                             | 50,6 %              |
|                            | Personnes âgées                                          | 192,20                             |                     |
|                            | Personnes handicapées                                    | 174,30                             |                     |
|                            | Santé publique                                           | 196,06                             |                     |
|                            | Cohésion sociale                                         | 140,43                             |                     |
|                            | Enfance et famille                                       | 152,49                             |                     |
|                            | Éducation                                                | 124,12                             |                     |
|                            | Logement                                                 | 14,21                              |                     |
|                            | Jeunesse et sports                                       | 8,10                               |                     |
| Cadre de vie               |                                                          | 308,15                             | 19,3 %              |
|                            | Transports                                               | 127,87                             |                     |
|                            | Routes                                                   | 105,22                             |                     |
|                            | Sécurité civile (dont SDIS 38)                           | 54,44                              |                     |
|                            | Eau                                                      | 6,41                               |                     |
|                            | Agriculture, forêt et fi lière bois                      | 7,97                               |                     |
|                            | Environnement et développement durable                   | 6,25                               |                     |
| Attractivité du territoire |                                                          | 140,15                             | 8,8 %               |
|                            | Aides aux communes, équipement des territoires           | 40,75                              |                     |
|                            | Aménagement numérique                                    | 38,96                              |                     |
|                            | Tourisme, montagne, développement, recherche, innovation | 17,85                              |                     |
|                            | Culture et citoyenneté                                   | 34,05                              |                     |
| Ressources                 |                                                          | 341,62                             | 21,4 %              |
|                            | Ressources humaines                                      | 199,10                             |                     |
|                            | Finances                                                 | 90,03                              |                     |
|                            | Administration générale                                  | 27,41                              |                     |
|                            | Bâtiments départementaux                                 | 25,08                              |                     |

En 2013, le budget du conseil général de l'Isère (renommé conseil départemental de l'Isère en 2015), est de 1,36 milliard d'euros.
La répartition du budget 2013 du conseil général s’établit comme suit :
| Domaine d'investissement         | Investissement En millions d'euros |
| -------------------------------- | ---------------------------------- |
| Personnes âgées                  | 163,6                              |
| Personnes handicapées            | 158,2                              |
| Transports                       | 155,5                              |
| Enfance et famille               | 134,6                              |
| Cohésion sociale                 | 125,7                              |
| Routes                           | 97,7                               |
| Éducation                        | 97,3                               |
| Sécurité incendie                | 52,6                               |
| Aides aux communes               | 39                                 |
| Culture et patrimoine            | 18,4                               |
| Eau et aménagements hydrauliques | 12,5                               |
| Économie-Social                  | 11,4                               |
| Agriculture                      | 7,5                                |
| Logement                         | 6,5                                |
| Environnement, énergie, déchets  | 6,3                                |
| Jeunesse et sports               | 5                                  |
| Aménagement numérique            | 4,7                                |
| Tourisme et montagne             | 4,4                                |
| Santé publique                   | 2,8                                |
| Forêt et bois                    | 0.826                              |
| Coopération décentralisée        | 0.434                              |

## Bulletins officiels et délibérations
Les Bulletins Officiels du Département de l'Isère (BODI) sont les recueils des actes administratifs de la collectivité territoriale. Publiés sur le site internet du Département de l'Isère tous les mois, ils rendent publics les arrêtés, décisions et délibérations à caractère réglementaire.
Les délibérations sont des décisions prises un organe collectif (commission permanente ou assemblée départementale). L'ensemble des délibérations est consultable sur le site internet de la collectivité grâce à un moteur de recherche dédié. Les arrêtés sont des décisions exécutoires à portée générale ou individuelle qui émanent du président du conseil départemental.
Les décisions et les votes des élus peuvent être suivis en direct par le grand public lors des séances publiques qui regroupent les conseillers départementaux de l'Isère plusieurs fois dans l'année. L'assemblée départementale de l'Isère se réunit généralement au sein de l'hémicycle Aubert-Dubayet à l'Hôtel du Département situé à Grenoble. Tout le monde peut y assister. La presse est conviée à ces rendez-vous. Les séances publiques sont retransmises en direct vidéo ou en replay sur le site internet de la collectivité.